# Sébastien Delogu

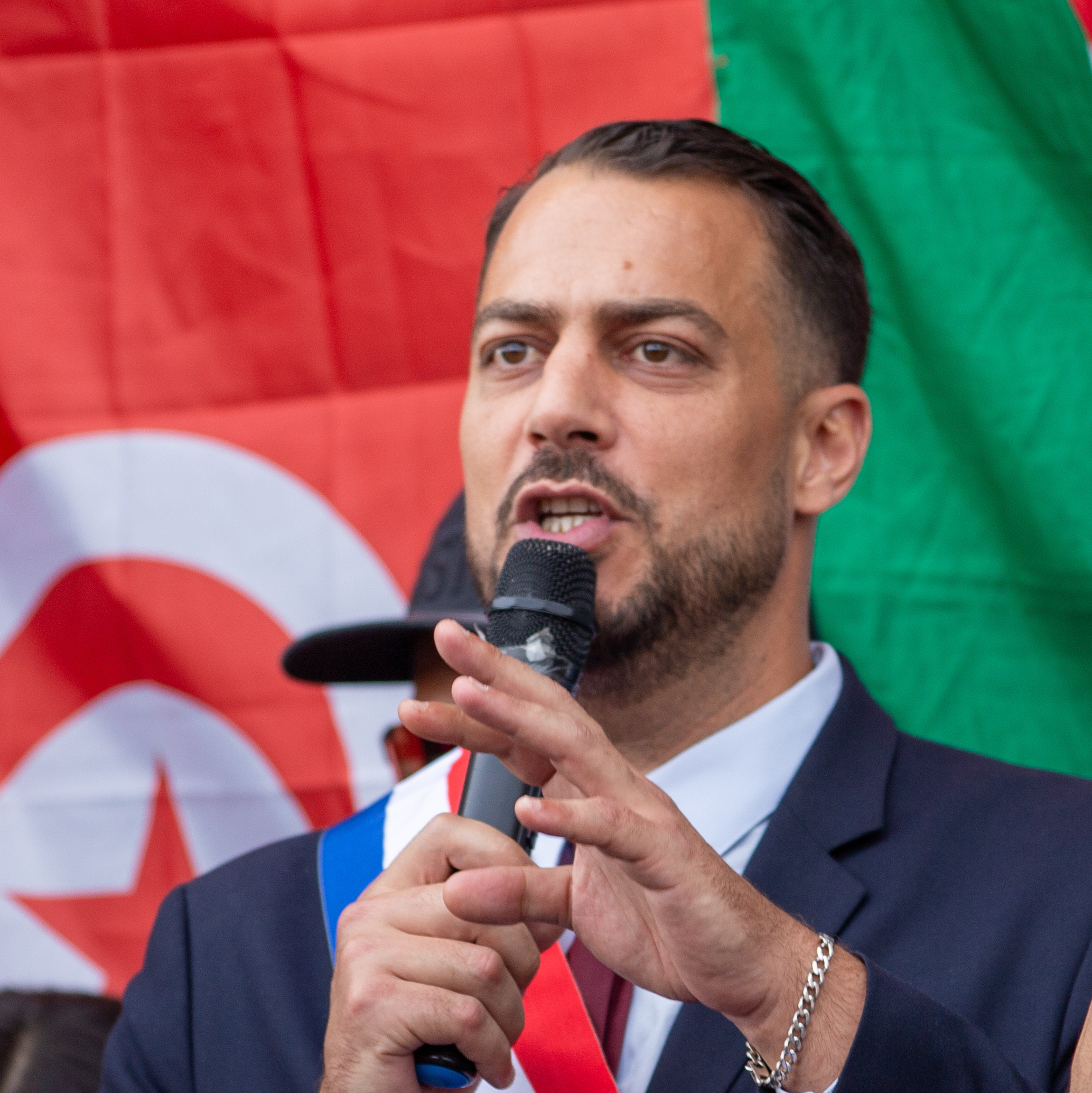
Delogu auf einer Kundgebung (2024)

Sébastien Delogu (* 8. Juni 1987 in Marseille) ist ein französischer Politiker. Seit 2022 sitzt er für La France Insoumise in der französischen Nationalversammlung.

## Leben
Delogu wuchs im Norden Marseilles als Sohn eines Taxifahrers und einer Schneiderin auf. Mütterlicherseits hat er algerische und spanische, väterlicherseits armenische und italienische Wurzeln. Auch er selbst arbeitete als Taxifahrer. 2012 verlor er im Alter von 25 Jahren vor Gericht seine Wohnung und engagierte sich anschließend bei der Gewerkschaft Confédération nationale du logement (CNL), weil er „das Elend der Welt kennengelernt“ habe. 2016 erlangte er Bekanntheit, als er sich an Protestaktionen gegen die Überhandnahme von Uber im Taxigewerbe einsetzte und dabei zum Sprecher der Bewegung avancierte. 2017 lernte er Jean-Luc Mélenchon kennen und arbeitete zeitweise als dessen Fahrer.

## Politische Karriere
Bei der Parlamentswahl in Frankreich 2022 wurde Delogu erstmals in die Nationalversammlung gewählt. Im Dezember 2023 erhielt er eine Geldstrafe, weil er der Abgeordneten von Les Républicains, Michèle Tabarot, vorwarf, rassistische Aussagen getätigt zu haben. Bei der Wahl 2024 wurde er erneut für den 7. Wahlkreis des Départements Bouches-du-Rhône ins Parlament gewählt. Im Mai 2024 hielt Delogu während einer Debatte über die Anerkennung eines palästinensischen Staates eine Palästina-Flagge in die Luft. Er wurde daraufhin für zwei Wochen vom Parlament suspendiert und seine Abgeordnetendiät für zwei Monate halbiert.